# Empire State 200 1960
Empire State 200 1960 var ett stockcarlopp ingående i Nascar Grand National Series (nuvarande Nascar Cup Series) som kördes 17 juli 1960 på den 2 mile (3,218 km) långa banan Montgomery Air Base i Montgomery i New York. Totalt avverkades 200 miles (321.868 km) fördelat på 100 varv. Banunderlaget var asfalt. Loppet vanns av Rex White i en Chevrolet ägd av White själv på tiden 2:15.24. Whites snitthastighet var 88,626 mph. Han var vid målgång ensam förare på ledarvarvet, ett varv före tvåan Richard Petty. Prispotten uppgick till 10 255 dollar, varav 2 970 dollar gick till segraren.

## Resultat
| Plc     | Nr | Förare           | Team/ bilägare    | Konstruktör | Start | Varv | Ledda varv |
| ------- | -- | ---------------- | ----------------- | ----------- | ----- | ---- | ---------- |
| 1       | 4  | Rex White        | Rex White         | Chevrolet   | 3     | 100  | 63         |
| 2       | 43 | Richard Petty    | Petty Enterprises | Plymouth    | 2     | 99   | 2          |
| 3       | 42 | Lee Petty        | Petty Enterprises | Plymouth    | 7     | 97   | 0          |
| 4       | 11 | Ned Jarrett      | Ned Jarrett       | Ford        | 6     | 96   | 0          |
| 5       | 87 | Buck Baker       | Buck Baker Racing | Chevrolet   | 4     | 96   | 0          |
| 6       | 8  | Lennie Page      | Lennie Page       | Ford        | 15    | 94   | 0          |
| 7       | 1  | John Rostek      | John Rostek       | Ford        | 1     | 94   | 7          |
| 8       | 95 | Bob Duell        | Julian Buesink    | Ford        | 8     | 92   | 0          |
| 9       | 19 | Herman Beam      | Herman Beam       | Ford        | 11    | 90   | 0          |
| 10      | 74 | L.D. Austin      | L.D. Austin       | Chevrolet   | 12    | 87   | 0          |
| 11      | 54 | Jimmy Pardue     | Ebart Clifton     | Dodge       | 19    | 87   | 0          |
| 12      | 20 | Buddy Baker      | Spook Crawford    | Ford        | 13    | 87   | 0          |
| 13      | 7  | Jim Reed         | Jim Reed          | Chevrolet   | 5     | 86   | 28         |
| 14      | 83 | Curtis Crider    | Curtis Crider     | Ford        | 16    | 84   | 0          |
| 15      | 80 | Neil Castles     | Neil Castles      | Ford        | 9     | 80   | 0          |
| 16      | 56 | Ken Johnson      | Charles French    | Ford        | 10    | 76   | 0          |
| 17      | 0  | Eddie Riker      | i.u.              | Ford        | 14    | 61   | 0          |
| 18      | 64 | Bunkie Blackburn | Spook Crawford    | Ford        | 11    | 39   | 0          |
| 19      | 60 | Jim Whitman      | Dick Stanley      | Dodge       | 48    | 5    | 0          |
| Källor: |    |                  |                   |             |       |      |            |